# قيس بن المكشوح المرادي
قيس بن المَكْشُوح المرادي واسم المكشوح هُبَيْرة بن عبد يَغوث بن الغُزَيِّل بن سلمة بن بَدّاء بن عامر بن عَوْبَثان ابن زاهر المرادي من مذحج 

## اسمه ونسبه
هو كما قال ابنُ الكلبي: قيس بن المكشوح، واسمه هُبيرة بن عبد يغوث بن الغُزَيِّل بن بدا بن عامر بن عوبثان بن زاهر بن مُرَاد من مذحج. ذكر القلقشندي في نهاية الإرب أن بنو عوبثان هم عوبثان بن زاهر بن مراد بن مذحج ، ومنهم المكشوح وهو هبيرة بن عبديغوث. وقال أَبو عمر: إِنما قيل له المكشوح لأَنه كوِي. وقيل: لأَنه ضرب على كَشْحِه.)) أسد الغابة. ((قيس بن المَكْشُوح واسم المكشوح هُبَيْرة بن عبد يَغوث بن الغُزَيِّل بن سلمة بن بَدّاء بن عامر بن عَوْبَثان ابن زاهر بن مراد، وإنما سمي أبوه المكشوح لأنه كشح بالنار ـ أي كوي على كشحه ـ، وكان سيد مراد، وابنه قيس كان فارس مذحج، وهو الذي قتل الأسود العنسي الذي تنبأ فسمته مضر: قيس غدر، فقال: لست غُدَر ولكني حَتفُ مُضَر.)) الطبقات الكبير. يقول ابن حجر العسقلاني اختلف في اسم أبيه ونسبه والواقع أن سبب الاختلاف هو وقوع خلط والتباس من بعض الرواة بينه وبين قيس بن هلال البجلي الذي شهد صفين ليس له صحبه بينما قيس بن مكشوح المرادي المذحجي كان صحابياً وهو الذي قتل باذان الفارسي وقتل الأسود العنسي ، وكانت له مواقف في الفتوحات في زمن عمر وعثمان ما، ومنها معركتا اليرموك والقادسية الشهيرتان.
قصيدة قيس بن مكشوح المرادي يفتخر بنسبه المرادي ، ويُحابر وهو مراد ابن مَذْحـِج:

| كشحت له نفسي ولم اكن موجِعاً |  | الا إن في الأحياء من آل يحَابِر |

ذكر ياقوت الحموي في كتابه المقتضب نسب يحابر بن مالك (مذحج) بن أُدد وهو مراد ، ومن ولد زاهر بن مُراد: عوبثان منهم المكشوح بن بن عبديغوث بن الغريل بن بدا بن عامر بن عوبثان، وكان هو وابوه المكشوح سيدي مُراد، وقيس هو الذي قتل الأسود العنسي.  وذكر الصحاري في الأنساب أن من أشرف بيوت مُراد بيت هبيرة المكشوح، سيد مُراد وابنه قيس فارس مذحج ،وهو قيس بن مكشوح المرادي. 

## كنيته
جاء في كتاب النسب لأبن سلام سمي المكشوح لأنه كشح جبينه بالنار. أي كواه، وابنه قيس كان فارس مذحج وهو الذي قتل الأسود العنسي الذي تنبأ. 
وإنما سمي أبوه المكشوح لانه كشح بالنار - أي كوى على كشحه.  وقد ذكر الطبري الحوار الذي دار بينهم عندما أراد عمرو بن معديكرب الذهاب للرسول صلى الله عليه وسلم لإعلان إسلامه في سنه 10 هـ. وكان عمر بن معديكرب قال لقيس بن مكشوح المرادي حين انتهى إليهم أمر رسول الله صلى الله عليه وسلم ، يا قيس ، أنت سيد قومك اليوم، وقد ذكر لنا أن رجلاً من قريش يقال له محمد قد حرج بالحجاز يقولإنه نبي، فانطلق بنا إليه حتى نعلم علمه، فإن كان نبياً كما يقول فإنه لم يخق علينا ، وإذا لقيناه اتبعناه، وإن كان غير ذلك ، علمنا علمه، فإنه إن سبق إليه رجل من قومك سادنا وترأس علينا وكنا له أذناباً، فأتي عليه قيس وسفه رأيه. فركب عمرو بن معديكرب في عشرة من قومه حتى قدم المدينة فأسلم. 

## قيل عنه
ويقول البلاذري (في فتوح البلدان) أن الرسول صلى الله عليه وسلم أرسل قيس بن هبيرة المكشوح لقتال الأسود العنسي (اسمه عبهلة بن كعب بن عنس) ومن أرتد من أهل اليمن. والثابت بالمراجع أن قيس بن المكشوح (هبيرة) قد شارك بمعركتي اليرموك والقادسية، حيث يقول البلاذري أن قيس بن المكشوح فقدت عينه بمعركة اليرموك.
ويقول الطبري أن عمر بن الخطاب أمد أبا عبيدة بن الجراح بمعركة اليرموك بقيس بن هبيرة، وقد رجع العراق مع أهل العراق ولم يكن منهم. ويضيف الطبري بأن عمر بن الخطاب أمد سعد بن أبي وقاص بالعراق بسبعمائة فارس بقيادة قيس بن مكشوح المرادي المذحجي، قدموا من اليرموك لمساندة جيش المسلمين بيوم القادسية (معركة القادسية الشهيرة).